# Katie Walder
Katie Elizabeth Walder (ur. 13 października 1976 r. w Huntingdon Valley w stanie Pensylwania, USA) – amerykańska aktorka.

## Biogram
Urodzona jako najmłodsza z pięciorga rodzeństwa, ma dwóch braci i dwie siostry. Aktorstwem zajęła się już w młodości – występowała w przedstawieniach i musicalach szkolnych. Jako nastolatka pisywała dla magazynów takich jak Teen i YM. Naukę w college'u przerwała pod koniec 2000 roku, gdy otrzymała rolę Shannon w operze mydlanej Wszystkie moje dzieci. Przeniosła się do Nowego Jorku. Karierę aktorki kontynuowała grywając w teatrach; wówczas współpracowała z reżyserami broadwayowskimi: Michaelem Griefem, Keithem Reddinem i Danielem Aukinem. Wkrótce potem przeprowadziła się do Los Angeles, gdzie przydzielono jej rolę Janet Billings – współlokatorki tytułowej bohaterki – w serialu Kochane kłopoty. Katie wcielała się w tę postać w latach 2003–2005.